# Dilogaritmen
Dilogaritmen är en speciell funktion som är ett specialfall av polylogaritmen.  Den definieras som
{\displaystyle \operatorname {Li} _{2}(z)=-\int _{0}^{z}{\ln(1-u) \over u}\,\mathrm {d} u{\text{, }}z\in \mathbb {C} \setminus [1,\infty )}
För {\displaystyle |z|<1} kan den definieras som den oändliga serien
{\displaystyle \operatorname {Li} _{2}(z)=\sum _{k=1}^{\infty }{z^{k} \over k^{2}}.}

## Identiteter
{\displaystyle \operatorname {Li} _{2}(z)+\operatorname {Li} _{2}(-z)={\textstyle {\frac {1}{2}}}\operatorname {Li} _{2}(z^{2})}
{\displaystyle \operatorname {Li} _{2}(1-z)+\operatorname {Li} _{2}\left(1-{\frac {1}{z}}\right)=-{\textstyle {\frac {1}{2}}}\ln ^{2}{z}}
{\displaystyle \operatorname {Li} _{2}(z)+\operatorname {Li} _{2}(1-z)={\textstyle {\frac {1}{6}}}\pi ^{2}-\ln z\;\ln(1-z)}
{\displaystyle \operatorname {Li} _{2}(-z)+\operatorname {Li} _{2}\left({\frac {z}{1+z}}\right)=-{\textstyle {\frac {1}{2}}}{\ln ^{2}(1+z)}}
{\displaystyle \operatorname {Li} _{2}(-z)-\operatorname {Li} _{2}(1-z)+{\textstyle {\frac {1}{2}}}\operatorname {Li} _{2}(1-z^{2})=-{\textstyle {\frac {1}{12}}}\pi ^{2}-\ln z\ln(1+z)}
{\displaystyle \operatorname {Li} _{2}(-z)+\operatorname {Li} _{2}\left(-{\frac {1}{z}}\right)=-{\textstyle {\frac {1}{6}}}\pi ^{2}-{\textstyle {\frac {1}{2}}}\ln ^{2}{z}}
För {\displaystyle x>1},
{\displaystyle \operatorname {Li} _{2}(x)+\operatorname {Li} _{2}\left({\frac {1}{x}}\right)={\textstyle {\frac {1}{3}}}\pi ^{2}-{\textstyle {\frac {1}{2}}}\ln ^{2}{x}-{\rm {i}}\pi \ln {x}}
{\displaystyle \operatorname {Li} _{2}(xy)=\operatorname {Li} _{2}(x)+\operatorname {Li} _{2}(y)-\operatorname {Li} _{2}\left({\frac {x(1-y)}{1-xy}}\right)-\operatorname {Li} _{2}\left({\frac {y(1-x)}{1-xy}}\right)-\ln \left({\frac {1-x}{1-xy}}\right)\ln \left({\frac {1-y}{1-xy}}\right)}

## Speciella värden
{\displaystyle \operatorname {Li} _{2}(-1)=-{\frac {{\pi }^{2}}{12}}}
{\displaystyle \operatorname {Li} _{2}(0)=0}
{\displaystyle \operatorname {Li} _{2}\left({\frac {1}{2}}\right)={\frac {{\pi }^{2}}{12}}-{\frac {\ln ^{2}2}{2}}}
{\displaystyle \operatorname {Li} _{2}(1)={\frac {{\pi }^{2}}{6}}}
{\displaystyle \operatorname {Li} _{2}(2)={\frac {{\pi }^{2}}{4}}-i\pi \ln 2}
{\displaystyle \operatorname {Li} _{2}\left(-{\frac {{\sqrt {5}}-1}{2}}\right)=-{\frac {{\pi }^{2}}{15}}+{\frac {1}{2}}\ln ^{2}{\frac {{\sqrt {5}}-1}{2}}}
{\displaystyle =-{\frac {{\pi }^{2}}{15}}+{\frac {1}{2}}\operatorname {arcsch} ^{2}2}
{\displaystyle \operatorname {Li} _{2}\left(-{\frac {{\sqrt {5}}+1}{2}}\right)=-{\frac {{\pi }^{2}}{10}}-\ln ^{2}{\frac {{\sqrt {5}}+1}{2}}}
{\displaystyle =-{\frac {{\pi }^{2}}{10}}-\operatorname {arcsch} ^{2}2}
{\displaystyle \operatorname {Li} _{2}\left({\frac {3+{\sqrt {5}}}{2}}\right)={\frac {{\pi }^{2}}{15}}-{\frac {1}{2}}\ln ^{2}{\frac {{\sqrt {5}}-1}{2}}}
{\displaystyle ={\frac {{\pi }^{2}}{15}}-{\frac {1}{2}}\operatorname {arcsch} ^{2}2}
{\displaystyle \operatorname {Li} _{2}\left({\frac {{\sqrt {5}}+1}{2}}\right)={\frac {{\pi }^{2}}{10}}-\ln ^{2}{\frac {{\sqrt {5}}-1}{2}}}
{\displaystyle ={\frac {{\pi }^{2}}{10}}-\operatorname {arcsch} ^{2}2}
{\displaystyle \operatorname {Li} _{2}(\pm {\rm {i}})=-{\textstyle {\frac {1}{48}}}\pi ^{2}\pm {\rm {i}}G}
där G är Catalans konstant

## Identiteter för speciella värden
{\displaystyle \operatorname {Li} _{2}\left({\frac {1}{3}}\right)-{\frac {1}{6}}\operatorname {Li} _{2}\left({\frac {1}{9}}\right)={\frac {{\pi }^{2}}{18}}-{\frac {\ln ^{2}3}{6}}}
{\displaystyle \operatorname {Li} _{2}\left(-{\frac {1}{2}}\right)+{\frac {1}{6}}\operatorname {Li} _{2}\left({\frac {1}{9}}\right)=-{\frac {{\pi }^{2}}{18}}-\ln 2\cdot \ln 3-{\frac {\ln ^{2}2}{2}}-{\frac {\ln ^{2}3}{3}}}
{\displaystyle \operatorname {Li} _{2}\left({\frac {1}{4}}\right)+{\frac {1}{3}}\operatorname {Li} _{2}\left({\frac {1}{9}}\right)={\frac {{\pi }^{2}}{18}}+2\ln 2\ln 3-2\ln ^{2}2-{\frac {2}{3}}\ln ^{2}3}
{\displaystyle \operatorname {Li} _{2}\left(-{\frac {1}{3}}\right)-{\frac {1}{3}}\operatorname {Li} _{2}\left({\frac {1}{9}}\right)=-{\frac {{\pi }^{2}}{18}}+{\frac {1}{6}}\ln ^{2}3}
{\displaystyle \operatorname {Li} _{2}\left(-{\frac {1}{8}}\right)+\operatorname {Li} _{2}\left({\frac {1}{9}}\right)=-{\frac {1}{2}}\ln ^{2}{\frac {9}{8}}}
{\displaystyle 36\operatorname {Li} _{2}\left({\frac {1}{2}}\right)-36\operatorname {Li} _{2}\left({\frac {1}{4}}\right)-12\operatorname {Li} _{2}\left({\frac {1}{8}}\right)+6\operatorname {Li} _{2}\left({\frac {1}{64}}\right)={\pi }^{2}}